# Koppartjärnen, Närke
Koppartjärnen är en sjö i Degerfors kommun i Närke och ingår i Norrströms huvudavrinningsområde.